# Britt Janyk
Britt Janyk (* 21. Mai 1980 in Vancouver, British Columbia) ist eine ehemalige kanadische Skirennläuferin. Sie startete von 1999 bis 2011 im Weltcup und gewann eine Abfahrt. Bei Weltmeisterschaften und Olympischen Spielen fuhr sie zweimal unter die schnellsten zehn. Zudem gewann sie einmal die Gesamtwertung des Nor-Am Cups und wurde 15-mal kanadische Meisterin. Ihr jüngerer Bruder Michael Janyk war ebenfalls Skirennläufer.

## Biografie
Die ersten großen Erfolge feierte Britt Janyk im Nor-Am Cup. In der Saison 1999/2000 gewann sie die Gesamtwertung, von 1998/99 bis 2000/01 wurde sie dreimal in Folge Zweite der Riesenslalomwertung und 1999/2000 zudem Zweite der Super-G-Wertung. In der Saison 2001/02 gewann sie die Riesenslalomwertung im Europacup. Im Oktober 1999 bestritt Janyk ihr erstes Rennen im Weltcup. Zunächst ging sie in Abfahrt, Super-G und Riesenslalom an den Start, war jedoch wenig erfolgreich. Einzige positive Ausnahme war im Dezember 2000 der achte Platz im Riesenslalom am Semmering. Ab der Saison 2001/02 startete sie, bis auf wenige Ausnahmen, nur mehr in den Disziplinen Riesenslalom und Slalom. Sie fuhr in der Saison 2002/03 regelmäßig in die Punkteränge und schaffte auch einige Platzierungen in den Top 10. Doch dann lief es wieder weniger gut für sie und so qualifizierte sie sich 2005/06 kein einziges Mal für einen zweiten Durchgang.
Ab der Saison 2006/07 ging Janyk hauptsächlich in der Abfahrt und im Super-G an den Start. Bei den Alpinen Skiweltmeisterschaften 2007 in Åre wurde sie zeitgleich mit Nicole Hosp Vierte im Super-G und verpasste eine Medaille nur um sechs Hundertstelsekunden. Am 1. Dezember 2007 stand sie als Dritte der Abfahrt von Lake Louise erstmals in einem Weltcuprennen auf dem Podest und eine Woche später feierte sie in der Abfahrt in Aspen ihren ersten und einzigen Weltcupsieg. Im weiteren Verlauf der Saison 2007/08 platzierte sie sich regelmäßig in den Top 10, womit sie den dritten Platz im Abfahrtsweltcup erreichte. Daran konnte sie in den nächsten Jahren nicht anschließen, sie erzielte nur noch wenige Top-10-Ergebnisse. 2010 nahm Janyk zum ersten Mal an Olympischen Winterspielen teil, nachdem sie zuvor schon bei fünf Weltmeisterschaften gestartet war. Bei ihrer Olympiapremiere erzielte sie den sechsten Platz in der Abfahrt sowie Rang 17 im Super-G und Rang 25 im Riesenslalom.
Britt Janyk wurde insgesamt 15 Mal kanadische Meisterin in allen Disziplinen. Sie ist Athletenbotschafterin der Entwicklungshilfeorganisation Right To Play. Am 17. Mai 2011 gab sie ihren Rücktritt vom Skirennsport bekannt.

## Erfolge

### Olympische Spiele
- Vancouver 2010: 6. Abfahrt, 17. Super-G, 25. Riesenslalom

### Weltmeisterschaften
- Vail/Beaver Creek 1999: 31. Riesenslalom
- St. Anton 2001: 23. Riesenslalom
- St. Moritz 2003: 26. Slalom
- Åre 2007: 4. Super-G, 12. Abfahrt, 18. Superkombination, 32. Riesenslalom
- Val-d’Isère 2009: 17. Super-G, 26. Riesenslalom
- Garmisch-Partenkirchen 2011: 15. Abfahrt, 15. Super-G, 28. Riesenslalom

### Weltcup
- Saison 2006/07: 7. Super-G-Wertung
- Saison 2007/08: 3. Abfahrtswertung
- 2 Podestplätze, davon 1 Sieg:

| Datum            | Ort   | Land | Disziplin |
| ---------------- | ----- | ---- | --------- |
| 8. Dezember 2007 | Aspen | USA  | Abfahrt   |

### Europacup
- Saison 2001/02: 1. Riesenslalomwertung
- 7 Podestplätze, davon 3 Siege

### Nor-Am Cup
- Saison 1998/99: 2. Riesenslalomwertung
- Saison 1999/00: Gesamtsiegerin, 2. Riesenslalomwertung, 2. Super-G-wertung
- Saison 2000/01: 5. Gesamtwertung, 2. Riesenslalomwertung, 5. Super-G-Wertung
- 31 Podestplätze, davon 12 Siege

### Juniorenweltmeisterschaften
- Schladming 1997: 6. Super-G, 13. Abfahrt, 27. Riesenslalom
- Megève 1998: 11. Super-G, 11. Riesenslalom, 18. Abfahrt, 24. Slalom
- Pra Loup 1999: 20. Slalom, 26. Riesenslalom, 27. Super-G, 35. Abfahrt
- Québec 2000: 4. Riesenslalom, 5. Slalom, 9. Super-G, 12. Abfahrt

### Weitere Erfolge
- 15 kanadische Meistertitel
  - Riesenslalom: 2002, 2003, 2004, 2007, 2010
  - Super-G: 2002, 2006, 2009, 2011
  - Slalom: 2003, 2004
  - Abfahrt: 2006, 2010, 2011
  - Kombination: 2002
- 2 Siege im Australia New Zealand Cup
- 2 Siege im South American Cup
- 29 Siege in FIS-Rennen